# Eerste Nationale Vergadering
De eerste Nationale Vergadering was de eerste zittingsperiode van het eerste landelijke parlement ten tijde van de Bataafse Republiek en duurde van 1 maart 1796 tot 31 augustus 1797. De belangrijkste taak was het opstellen van een grondwet. Het gaat door als de eerste democratisch gekozen nationale volksvertegenwoordiging in het overgrote deel van wat in de volgende eeuw Nederland werd genoemd.
De Nationale Vergadering was zowel de wetgevende als de uitvoerende macht en bestond uit 126 leden, die gekozen waren voor een periode van achttien maanden. De voorzitter was feitelijk parlementsvoorzitter, premier én staatshoofd. Het voorzitterschap wisselde elke twee weken. Er was geen quorumregeling. Er waren geen politieke partijen. Iedereen was op persoonlijke titel lid. Grosso modo waren er drie groepen te onderscheiden: de unitariërs, die een eenheidsstaat voorstonden, de federalisten, die grote bevoegdheden aan de gewesten wilden geven en de moderaten die de meerderheid vormden en feitelijk tot geen enkele groepering gerekend konden worden. Daarnaast was er een politieke strijd tussen de gewesten Holland en Zeeland tegenover alle andere. 

## Democratisch
De leden werden middels getrapte verkiezingen uit 126 districten verkozen en daarmee was dit het begin van de democratie in wat grotendeels Nederland is. Het was wel een vorm van censuskiesrecht: er mocht alleen gestemd worden door volwassen mannen die geen militair waren en niet van de bedeling leefden. Potentiële stemmers dienden zich in te schrijven en om te mogen stemmen moesten ze een verklaring ondertekenen tegen de aristocratie en tegen het stadhouderschap. Buitenlanders waren uitgesloten van stemrecht. Elk district bestond uit 15.000 inwoners. Stemgerechtigde burgers kozen op zogenaamde 'grondvergaderingen' één 'kiezer', ofwel kiesman. Deze kwamen op hun beurt per dertigtal bij elkaar en kozen dan één afgevaardigde. 

## Ontwerp-grondwet
Hoofdtaak was het samenstellen van een ontwerp-grondwet. Hiertoe werd conform het reglement een commissie van 21 leden samengesteld, die opgedeeld werd in 25 subcommissies. Het was lang wachten op de eindrapporten, maar over de voorgestelde scheiding van kerk en staat werd niet gewacht. Op 5 augustus 1796 werd daarmee ingestemd. De rooms-katholieken, dissenters (remonstranten en doopsgezinden) en joden kregen voortaan gelijke burgerrechten, al zou het nog tot 1853 duren voordat de rooms-katholieke hiërarchie in de Nederlandse kerkprovincie hersteld mocht worden. Allen mochten nu ook publieke functies vervullen. Tevens werd bepaald dat een godsdienst alleen uitgeoefend mocht worden binnen de muren van gebedshuizen en kerken, klokgelui werd verboden. In januari 1797 was de ontwerp-grondwet klaar en werden 918 artikelen, bijgenaamd "het dikke boek", op 8 augustus aan het mannelijk deel van het volk voorgelegd. Aan het volksreferendum deden volgens de officieel gepubliceerde uitslag 136.716 mannen mee, ongeveer een derde van het aantal stemgerechtigden; 108.761 kiezers waren tegen en 27.955 waren voor de grondwet.  De week ervoor, op 1 augustus, werd er voor de tweede keer een Nationale Vergadering gekozen. 
Leidende politieke figuren:
- federalisten: Jacob Abraham Uitenhage de Mist, Herman Hendrik Vitringa, Jacobus Kantelaar
- moderaten: Pieter Leonard van de Kasteele, Jan Bernd Bicker, Rutger Jan Schimmelpenninck, Jacob Hahn
- unitariërs: Pieter Vreede, Johannes Henricus Midderigh, Johan Valckenaer, Wybo Fijnje en Alexander Gogel

## Leden
Bekende leden waren:
- Court Lambertus van Beyma - secretaris,
- Bernardus Bosch - dominee
- Joan Geelvinck - bestuurder
- Jacob van Manen - ondernemer

## Verder lezen
- J. Oddens, Pioniers in schaduwbeeld: het eerste parlement van Nederland 1796-1798, Uitgeverij Vantilt, 2013, ISBN 9789460041099